# Cándido Bolívar Pieltáin
Cándido Luis Bolívar y Pieltáin (Madrid, 15 de abril de 1897-Ciudad de México, 22 de noviembre de 1976) fue un docente, entomólogo, espeleólogo y político español.
Durante la Segunda República desempeñó diversos cargos relacionados con la educación y la sanidad bajo los gobiernos de Manuel Azaña, convirtiéndose en su secretario cuando este pasó a ocupar la presidencia de la República en mayo de 1936 —cargo que mantuvo durante toda la guerra civil española—.
Se le considera el iniciador de la espeleología mexicana y al igual que su padre, Ignacio Bolívar y Urrutia, dedicó también gran parte de su vida a la entomología, ciencia que desarrolló tanto en España como en México, país de adopción de ambos.

## Biografía
Cursó sus estudios primarios y secundarios en Madrid, en la Institución Libre de Enseñanza. Tras obtener el grado de bachiller en 1911, inició sus estudios universitarios de Ciencias Naturales, que finalizó en 1914, con sólo diecisiete años. Completó, por tanto, una carrera de cuatro años en sólo tres, lo cual consiguió presentándose como alumno libre a los exámenes de las distintas asignaturas, ya fuera en la Universidad de Santiago, en la de Barcelona o en la Central. Cuando tenía catorce años, su artículo «Observaciones sobre algunas cuevas del Norte de España y descripción de una nueva especie de Speocharis» se publicó en el Boletín de la Real Sociedad Española de Historia Natural. En 1924 se casó con Amela Goyanes, con la que tuvo seis hijos. 
Tras la proclamación de la Segunda República Española se dedicó a la vida pública. Próximo a Acción Republicana ocupó diversos cargos relacionados con la educación y la sanidad durante el primer bienio bajo los gobiernos de Manuel Azaña. Tras el triunfo electoral del Frente Popular fue subsecretario de Sanidad y Beneficencia y cuando Manuel Azaña pasó a ocupar la presidencia de la República este lo nombró secretario general de la Casa del Presidente, cargo que desempeñaría durante toda la guerra civil española y que mantuvo hasta la renuncia de Azaña en febrero de 1939 tras consumarse la derrota republicana.
Cándido Bolívar y su padre Ignacio Bolívar se refugiaron en México y a partir de 1939 se incorporaron al Colegio de México (antes Casa de España) que había sido creado por Daniel Cosío Villegas como institución refugio para la cauda de talentos españoles emigrados a México durante la guerra.
Antes de llegar a México, Cándido Bolívar había estado en Marruecos, Italia y los Estados Unidos, países donde había explorado con carácter científico una serie de cavernas buscando descubrir nuevas especies de insectos. Ya en España había publicado descubrimientos importantes en el Boletín de la Real Sociedad Española de Historia Natural. También había sido profesor de zoología, desde los veinticinco años, en la Facultad de Ciencias de la Universidad Central de Madrid y había coadyuvado con su padre en la creación de la revista científica Eos.
En México, también padre e hijo, fueron fundadores en 1940 de la revista Ciencia, revista que es, a partir de 1980, el órgano oficial de la Academia Mexicana de Ciencias. Bolívar Pieltáin fue profesor en la Escuela Nacional de Ciencias Biológicas del Instituto Politécnico Nacional y más tarde, director del laboratorio de entomología de la misma institución educativa.
Los primeros estudios de espeleología en México fueron impulsados por Cándido Bolívar y Federico Bonet Marco, quienes después de estudiar en el estado de Nuevo León las grutas de Villa García, Palmito y Cueva del Carrizal y en el estado de Guerrero la zona de grutas denominada Boca del Diablo, fundaron primero el Grupo Espeleológico Mexicano y después la Asociación Mexicana de Espeleología.
Fue autor entre otras obras de La Vida de los Crustáceos y de numerosos artículos publicados en revistas especializadas. Fue nombrado profesor honorario y, al igual que a su padre, doctor honoris causa por la Universidad Nacional Autónoma de México.